# Base della nube

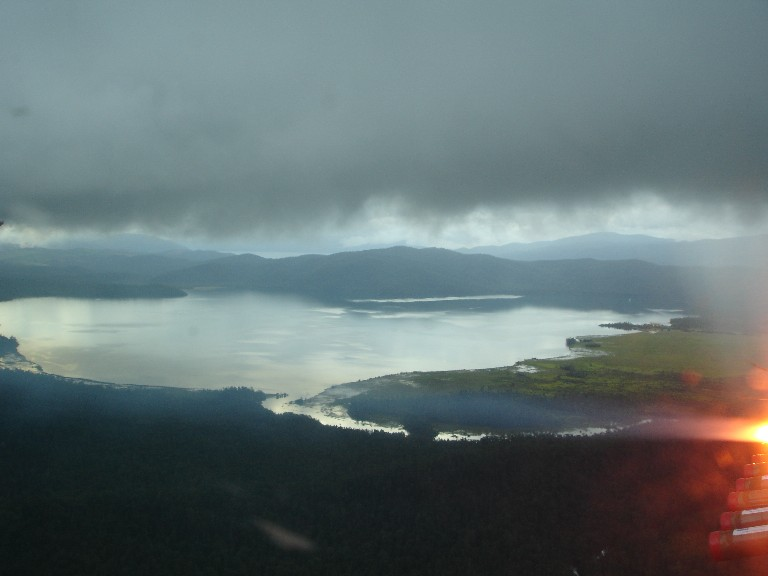
Base della nube poco definita sull'isola di Célèbes nel 2005.

In meteorologia, la base della nube è la più bassa altitudine della porzione visibile di una nube o di uno strato di nubi.
La sua altitudine rispetto al suolo viene misurata in piedi o in metri sul livello del mare nei rapporti meteorologici METAR; può anche essere indicata come il livello di pressione atmosferica di innesco della saturazione nei diagrammi termodinamici come il tefigramma o l'emagramma, misurata in hPa o millibar.

## Definizione
Una nube si forma in seguito al sollevamento dell'aria atmosferica che comporta una riduzione adiabatica della sua temperatura fino al raggiungimento della temperatura di saturazione del vapore acqueo o temperatura di rugiada. Il movimento ascendente della massa d'aria può essere causato da un effetto meccanico o termico; nel primo caso la velocità di ascensione è generalmente lenta, mentre è più veloce nel secondo caso. In entrambe le situazioni si può avere una base ben definita o una più indistinta in funzione della distribuzione spaziale della velocità.
In presenza di precipitazioni o di virga, risulta più complesso individuare la base. Nel caso di nubi convettive, corrisponde al livello di condensazione per convezione per le nubi basse come il cumulus, mentre per le nubi della specie castellanus la base non è ben definita a causa dell'assenza di correnti ascendenti al di sotto della nube.

## Misure e calcoli
L'altezza della base della nube può essere stimata visivamente da un operatore esperto o misurata con l'aiuto di un nefoipsometro. Nel caso di una base molto variabile o diffusa, si utilizza il valore a cui il fascio luminoso dell'apparecchiatura scompare completamente entro la nube.
Nel caso di nubi convettive generate da correnti ascensionali termiche che partono dal suolo, l'altezza h della nube espressa in piedi è uguale a:
{\displaystyle h=400\times (T-T_{d})}
dove T è la temperatura al suolo e Td è il punto di rugiada al suolo espresso in gradi Celsius.
La formula espressa nel sistema metrico diventa:
{\displaystyle h=125,0\times (T-T_{d})}
dove h è espressa in metri.